# Sébastien Lifshitz
Pour les articles homonymes, voir Lifshitz.
Sébastien Lifshitz est un réalisateur et scénariste français, né le 22 janvier 1968 à Paris. Il réalise autant des documentaires que des films de fiction.

## Biographie

### Études et débuts
Après des études d'histoire de l'art à l'École du Louvre et à l'université Paris 1 Panthéon-Sorbonne, Sébastien Lifshitz travaille dès 1990 dans le milieu de l’art contemporain en tant qu'assistant auprès du conservateur Bernard Blistène au Centre Georges-Pompidou ou de la photographe plasticienne Suzanne Lafont. En 1994, il se tourne vers le cinéma et réalise son premier court métrage, Il faut que je l’aime.
Suivront, en 1995, un documentaire sur la réalisatrice Claire Denis et, en 1998, le moyen métrage Les Corps ouverts. Ce film révèle son style intimiste et sa manière singulière de filmer les corps. Portrait d’un jeune homme de seize ans à la recherche de son identité sexuelle incarné par Yasmine Belmadi, il lui vaut d'être salué dans de nombreux festivals internationaux dont Cannes et Clermont-Ferrand. Il obtient également le prix Jean-Vigo et le prix Kodak du meilleur court métrage.

### Réalisateur et collectionneur
Toujours ouvert aux genres et aux différents formats de récit, en 1999, il dirige à nouveau Yasmine Belmadi dans Les Terres froides, téléfilm qui entremêle lutte des classes et sexualité, tourné pour la collection « Gauche-Droite » de la chaîne Arte. Le film est sélectionné à la Mostra de Venise. En 2000, Presque rien, son premier long métrage de fiction interprété par Stéphane Rideau et Jérémie Elkaïm, explore à nouveau ses thèmes de prédilection : l’intimité, la quête intérieure et l’homosexualité. En 2001, pour le road-movie documentaire La Traversée, il parcourt les États-Unis en compagnie de son complice et scénariste attitré, Stéphane Bouquet, à la recherche du père inconnu de ce dernier. Le film est présenté pour la première fois à la Quinzaine des réalisateurs.
En 2004, il se lance dans la réalisation de Wild Side, une plongée dans la vie d’une femme transgenre, d’un émigré russe et d’un prostitué maghrébin entre Paris et le nord de la France. Un trio de solitudes réunies dans un amour cru, campé par Stéphanie Michelini, Edouard Nikitine et de nouveau Yasmine Belmadi. Le film est sélectionné dans de nombreux festivals internationaux et remporte, entre autres récompenses, le Teddy Award du meilleur film au festival de Berlin.
En 2006, Lifshitz réalise trois portraits documentaires pour la lutte contre le sida dans le cadre d'une campagne de l'INPES. Les Témoins raconte l'histoire de Christophe, Jonathan et Frédéric, trois hommes qui témoignent de leur sexualité à risque et de leur contamination.
En 2008, il entreprend le tournage de Plein sud, histoire d'un trentenaire traumatisé par son passé et qui prend en stop trois jeunes, direction le sud, le soleil et les choix à faire. Nouvelle réflexion sur l’identité, ce road-movie initiatique réunit Léa Seydoux, Yannick Renier, Pierre Perrier, Théo Frilet, Nicole Garcia et Micheline Presle. Le film est présenté au festival de Berlin en 2010.
Trois ans plus tard, il revient au documentaire avec Les Invisibles, présenté en sélection officielle (hors compétition) au 65e festival de Cannes. Il y recueille les témoignages d’hommes et de femmes nés dans l’entre-deux-guerres qui évoquent leur parcours de vie et assument leur homosexualité dans une France marquée par la morale, l’éducation religieuse et les pressions sociales. Le film poignant remporte le César du meilleur documentaire.
Peu après, il filme Marie-Pierre Pruvot dans Bambi, portrait intimiste sur l’une des premières femmes ouvertement transgenres françaises qui marqua les planches du cabaret parisien, le Carrousel de Paris, avant d’enseigner le français pendant plus de trente ans dans un collège de banlieue dans le plus grand anonymat. Le visage, la silhouette, les images d’archives et la parole de cette femme touchent les spectateurs, et Sébastien Lifshitz remporte en 2013, à Berlin, le Teddy Award du meilleur documentaire. Le film sort en juin 2013.
Sébastien Lifshitz est fait l’année suivante chevalier de l’ordre des Arts et des Lettres et reçoit, en mars 2014, le prix Pierre-Guénin contre l'homophobie et pour l’égalité des droits.
Suit, en 2016, le documentaire Les Vies de Thérèse où il retrouve Thérèse Clerc, un des témoins des Invisibles, qui vient vivre devant la caméra ses dernières instants, se sachant condamnée par la maladie. Avec ce témoignage, Thérèse Clerc invente un dernier geste politique pour venir braver la mort et offrir une image combative de la fin de vie. Le film est acclamé à Cannes à la Quinzaine des réalisateurs, puis diffusé sur Canal+.
La même année, il est le commissaire de l’exposition « Mauvais Genre » aux Rencontres de la photographie d'Arles. À partir de sa collection de photographies amateur, il présente les différentes pratiques du travestissement depuis les années 1880 jusqu'aux années 1980. L’exposition est ensuite montrée à la galerie du Jour agnès b à Paris, puis en 2018 à la Photographer's Gallery de Londres, en 2021 à la Ryerson Gallery Center de Toronto et en 2022 à la fondation C/O de Berlin. Un livre est publié à cette occasion aux éditions Textuel.
Toujours en 2016 sort aux éditions Steidl un coffret de quatre livres sous le titre Amateur, entièrement réalisé à partir des photographies amateur de la collection de Lifshitz. Chinées aux quatre coins du monde, des puces aux vide-greniers, d’internet aux galeries, les photographies qui composent ce coffret sont rassemblées selon quatre thèmes : l’étrange, les lieux désertés, le flou et la plage. Chaque livre crée un récit formel autour d’un de ces motifs, jouant sur les variations de cadre, de lumière, de mouvement et de sujet jusqu’à former un immense collage poétique.
En 2018, le cinéaste collabore avec le plasticien Edouard Taufenbach qui élabore la série Spéculaire, suite de collages basée sur une sélection de photographies de la collection du cinéaste. Une exposition se tiendra à la galerie Binone et un livre, intitulé L’Image dans le miroir, sera publié à cette occasion aux éditions de l’Artière.
En 2019, le Centre Pompidou organise une rétrospective des films de Sébastien Lifshitz, accompagnée d’une exposition de photographies vernaculaires, L’Inventaire infini. Un livre est publié à cette occasion aux éditions Xavier Barral. Un court métrage, Avenue de Lamballe, est réalisé également à l'occasion de cette rétrospective et rejoint la collection de films du musée « Où en êtes-vous ? ».
En 2020 sort le documentaire Adolescentes, tourné sur une durée de plus de 5 ans. Sélectionné au festival international du film de Locarno 2019, le film y reçoit le prix de la Semaine de la critique. La même année, Adolescentes reçoit également le prix Louis-Delluc. En mars 2021, lors de la cérémonie des Césars, le film remporte trois Césars (meilleur documentaire, meilleur montage et meilleur son).
Le réalisateur tourne en parallèle Petite Fille, un documentaire pour la chaîne Arte sur la dysphorie de genre ; il suit pendant une année la vie de Sasha, une enfant de 7 ans, assignée garçon à la naissance. Le film est d'abord présenté au festival de Berlin 2020 puis est diffusé en France sur Arte, où il obtient un record d’audience avec plus de 3 millions de téléspectateurs.
En 2021, le cinéaste revient sur le montage initial de son documentaire Bambi. Avec le soutien de la chaine Canal +, il décide de faire une version longue de 90 minutes, version qu’il avait toujours rêvé de faire mais qui en 2013 avait été rendue impossible pour des raisons de production. Cette nouvelle version, véritable director’s cut, sera diffusée sur Canal + en juin 2021 sous le titre Bambi, Une nouvelle Femme et deviendra la version de référence du film. Un coffret dvd et blu-ray du film est édité par The Jokers accompagné d’un livret de photographies commentées par Bambi.
Dans le cadre des Rencontres d’Arles en 2021, Sébastien Lifshitz participe à l’exposition Masculinité, la libération par la photographie pour laquelle il réalise Garçons Sensibles. Uniquement composé d’images d’archives, le film retrace la représentation de l’homosexualité à la télévision française depuis ses origines jusqu’aux années 80.
En 2022, Sébastien Lifshitz termine Casa Susanna, un documentaire sur une communauté clandestine de travestis aux États-Unis dans les années 1950-1960. Coproduit par ARTE, PBS et BBC, le film est sélectionné à La Mostra de Venise où il sera présenté pour la première fois au Giornate degli Autori. À cette occasion, Sébastien Lifshitz reçoit le Queer Lion Award for Career Achievement qui vient récompenser l’ensemble de sa carrière. Le film sera par la suite présenté au festival de Toronto, Londres et Fipadoc 2023, et obtiendra le Grand Jury Prize Award au festival de DOC New-York.
En 2023, Sébastien Lifshitz participe à l’exposition Flou, Une Histoire photographique conçue par la conservatrice Pauline Martin pour Photo Élysée (Lausanne, Suisse). Le catalogue de l'exposition est publié aux Éditions Delpire.
En 2024, après une tournée dans les festivals d’automne, Madame Hofmann, le nouveau documentaire de Sébastien Lifshitz sort sur les écrans le 10 avril. Le film est la chronique d’une année dans la vie de Sylvie Hofmann, une infirmière cadre de l’hôpital nord de Marseille. Le documentaire la suit dans son travail comme dans sa vie privée et fait le portrait saisissant d’une femme d’aujourd’hui dont la vie a été entièrement consacré aux autres.

## Filmographie

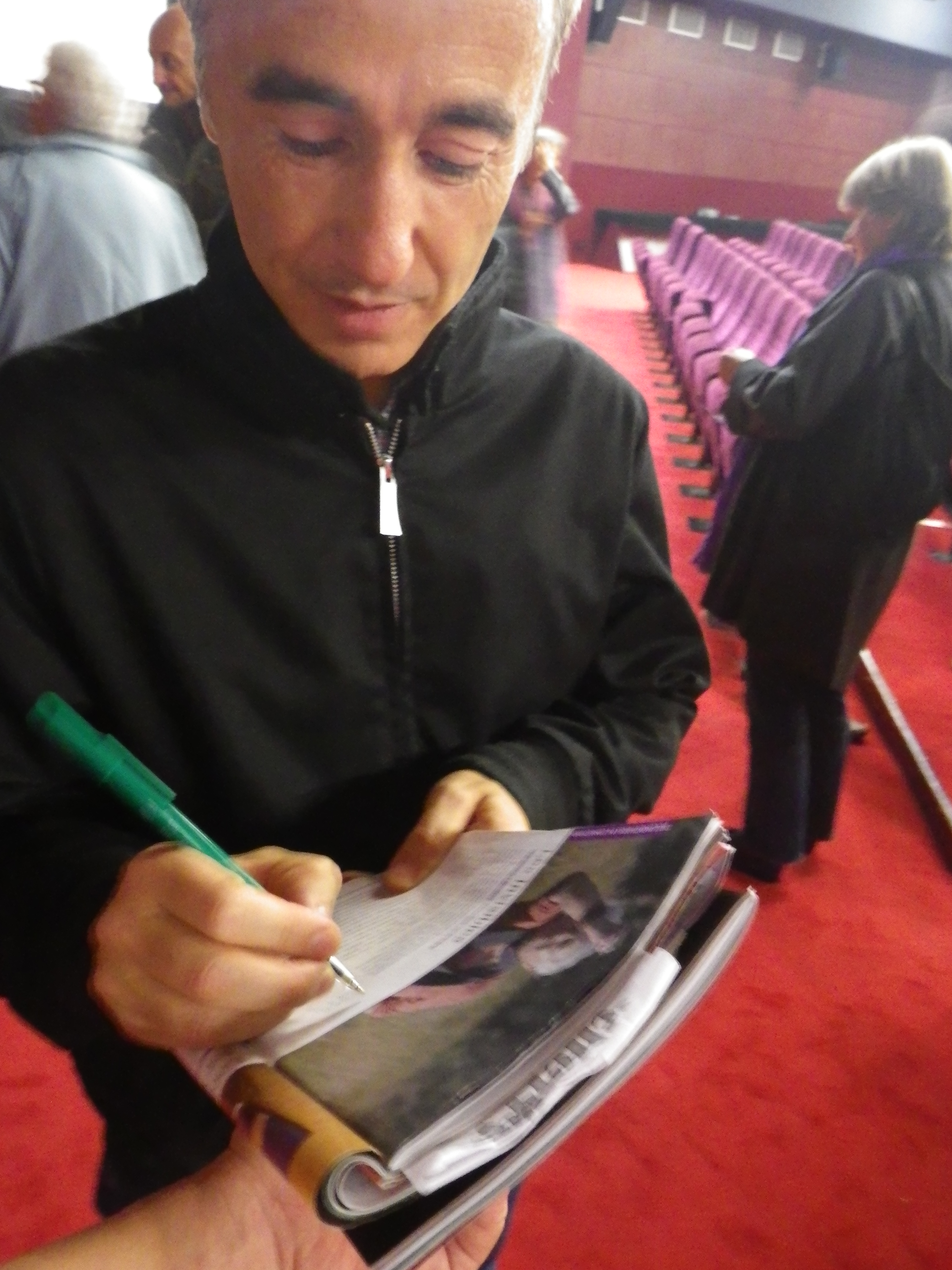
Sébastien Lifshitz lors de la présentation des Invisibles au festival Chéries-Chéris en 2012.

- 1994 : Il faut que je l'aime (court métrage) – scénario et réalisation
- 1996 : Claire Denis, la vagabonde (documentaire)
- 1997 : Les Corps ouverts (moyen métrage) – scénario, réalisation et acteur
- 1999 : Les Terres froides (téléfilm), collection Gauche-Droite pour Arte) – réalisation, scénario et acteur
- 2000 : Presque rien – scénario et réalisation
- 2001 : La Traversée (documentaire)
- 2004 : Wild Side – scénario et réalisation
- 2006 : Les Témoins (série de trois documentaires)
- 2008 : Jour et Nuit (court métrage)
- 2009 : Plein sud – scénario et réalisation
- 2012 : Les Invisibles (documentaire)
- 2013 : Bambi (documentaire)
- 2016 : Les Vies de Thérèse (documentaire)
- 2019 : Adolescentes (documentaire)
- 2019 : Avenue de Lamballe (court métrage)
- 2020 : Petite Fille (documentaire)
- 2021 : Bambi, une nouvelle femme (documentaire)
- 2021 : Garçons Sensibles (documentaire)
- 2022 : Casa Susanna (documentaire)
- 2023 : Madame Hofmann (documentaire)

## Distinctions

### Décoration
- Chevalier de l'ordre des Arts et des Lettres (2014)[4]

### Nominations
- César 2014 : César du meilleur court métrage pour Bambi
- César 2021 : 
  - César de la meilleure réalisation pour Adolescentes
  - César du meilleur film documentaire pour Adolescentes
  - César du meilleur film pour Adolescentes
  - César du meilleur montage pour Adolescentes
  - César du meilleur son pour Adolescentes
  - César de la meilleure photographie pour Adolescentes
  - César des lycéens pour Adolescentes
- César 2025 : César du meilleur film documentaire pour Madame Hofmann

### Sélections
- British Film Institute Awards 2012 : Grierson Award pour Les Invisibles

### Récompenses
- Festival de Cannes 1998 : Prix Kodak du court métrage Les Corps ouverts[8]
- Prix Jean-Vigo 1998 : Prix Jean-Vigo du court métrage pour Les Corps ouverts[2]
- Lutins 98 du meilleur acteur, meilleur montage et meilleur producteur pour Les Corps Ouverts
- Prix d’interprétation masculine pour Yasmine Belmadi, pour Les Corps Ouverts, Festival Côté court, Pantin 1998.
- Prix du jury, Festival de Nancy 1998 pour Les Corps ouverts
- Infinity Film Festival 2002 : Prix de l'Office catholique pour La Traversée
- Berlinale 2004 : Teddy Award du meilleur film et Salzgeber Award pour Wild Side[2]
- Festival international du film de Seattle 2004 : New Director’s Showcase Award pour Wild Side[2]
- Outfest 2004 : Prix du Grand Jury pour Wild Side[2]
- Festival international du film de Gijón 2004 : prix spécial du jury pour Wild Side
- Festival de cinéma de Bilbao 2005 : prix du meilleur film pour Wild Side
- MIX Copenhagen 2006 : meilleur long métrage pour Wild Side
- Prix Michel-Simon de la meilleure comédienne à Stéphanie Michelini pour Wild Side
- MedFilm Festival 2012 : Open Eyes Award du meilleur documentaire our Les Invisibles
- Festival Chéries-Chéris 2012 : Grand prix du film documentaire pour Les Invisibles
- Face à Face Festival du film gay et lesbien de Saint-Étienne 2012 : Prix du public et grand prix du long métrage pour Les Invisibles
- César 2013 : César du meilleur film documentaire pour Les Invisibles[8]
- Étoiles d'or du cinéma français 2013 : meilleur documentaire pour Les Invisibles
- Mix Milano Film Festival 2013 : meilleur film documentaire pour Les Invisibles
- Berlinale 2013 : Teddy Award du meilleur film documentaire pour Bambi
- Prix Pierre Guénin 2014 contre l'homophobie et pour l’égalité des droits[9],[10]
- Étoile de la Scam 2014 pour Bambi
- Grand prix de la Scam 2014 : meilleur documentaire pour Les Invisibles
- Indie Lisboa 2014 : Prix du public pour Bambi
- 2015 : Étoile de la Scam pour Les Invisibles
- Festival de Cannes 2016 : Queer Palm pour Les Vies de Thérèse[11]
- Festival du film de Turin 2016 : Gli Occhiali di Gandhi Award pour Les Vies de Thérèse
- Festival international du film de Locarno 2019 : Prix Zonta (sélection de la Semaine de la critique) pour Adolescentes
- Ghent Film Festival 2020, Belgique : Grand prix for Best Film pour Petite Fille
- Inconvenient Films Festival 2020, Lituanie : Audience Awards pour Petite Fille
- Festival international du film de Chicago 2020 : Silver Hugo Awards for Best Documentary Film pour Petite Fille
- Inside Out Film Festival, Toronto 2020 : Audience Award for Best Documentary Feature pour Petite Fille
- Osnabrück Film Festival 2020, Allemagne : Award for Children’s Rights pour Petite Fille
- Festival In & Out, Nice et Cannes 2020 : Prix du public pour Petite Fille
- Side by Side Film Festival, Saint-Pétersbourg, Russie : Best Documentary Award pour Petite Fille
- Festival de cinéma de Séville 2020, Espagne : Ocana Award et The New Waves Non Fiction Best Film Award pour Petite Fille
- Mix Brazil Film Festival 2020, Brésil : Audience Award for Best International Film pour Petite Fille
- Bari International Gender Film Festival 2020 : Best Film Award pour Petite Fille
- Rencontres internationales du documentaire de Montréal 2020 : Prix du public pour Petite Fille
- Prix du cinéma européen for Best Sound 2020 pour Petite Fille
- Prix de la Critique 2020 : Meilleur documentaire pour Petite Fille
- Festival du film et Forum international sur les Droits humains 2021, Festival de Genève : Prix Artopie pour Petite Fille
- Budapest International Documentary Festival : Main Award et Senior Jury Award pour Petite Fille
- My French Film Festival 2020 : Grand prix pour Adolescentes
- Prix Duo du Film français 2020 pour Adolescentes
- Prix Louis-Delluc 2020 pour Adolescentes
- César 2021 : Meilleur documentaire, meilleur montage, meilleur son pour Adolescentes
- Prix du Public, Rendez-vous with French Cinema, Festival de cinéma de New York 2021 pour "Petite Fille"
- Prix de la santé mentale positive, Festival Imagésanté de Liège 2021 pour "Petite Fille"
- Human Rights Competition Award, Ljubljana Doc Film Festival 2021, Slovénie pour "Petite Fille"
- Grand Jury Prize, Seattle International Film Festival 2021 pour "Petite Fille"
- FIPRESCI Award, Seattle International Film Festival 2021 pour "Petite Fille"
- Prix Raï Italia 2021 - Special Prize in Honour of the President of the Italian Republic pour "Petite Fille"
- Audience Award for Best Film, Gender Bender Film Festival 2021 pour "Petite Fille"
- Grand prix, Campus Ciné Festival 2021, France, pour "Petite Fille"
- Best Documentary Award, BannabáFest 2022, Panama, pour "Petite Fille"
- Perfect Award, Everybody’s Perfect Film Festival, Genève 2022 pour "Bambi, Une Nouvelle Femme"
- Queer Lion Award for Career Achievement, Mostra de Venise 2022
- Best Documentary Film, Madrid International LGBTIQ Film Festival 2022 pour "Casa Susanna"
- Grand Jury Prize, Doc New York Film Festival 2022 pour "Casa Susanna"

## Publications
- Les Terres froides, 00h00 éditions, 1999
- Les Invisibles, éditions Hoëbeke, 2013
- The Invisibles, Vintage portraits of love and pride, Éditions Rizzoli, 2014
- Mauvais genre, éditions Textuel, 2016
- Amateur, éditions Steidl, 2016
- L'Inventaire infini, éditions Xavier Barral, 2019